# Комлев, Степан Петрович
Степа́н Петро́вич Ко́млев (1919—1944) — капитан Рабоче-крестьянской Красной Армии, участник советско-финской и Великой Отечественной войн, Герой Советского Союза (1940).

## Биография
Родился 8 апреля 1919 года в деревне Подлитовье (ныне — Крестецкий район Новгородской области).
Окончил девять классов школы. В 1937 году Комлев был призван на службу в Рабоче-крестьянскую Красную Армию. В 1939 году он окончил Саратовское танковое училище. Участвовал в боях советско-финской войны, будучи командиром роты 91-го отдельного танкового батальона 20-й танковой бригады 7-й армии Северо-Западного фронта.
В феврале 1940 года рота Комлева принимала участие в боях на Карельском перешейке. Во время штурма мощно укреплённого финского рубежа она подавила огонь нескольких дотов, благодаря чему вражеская оборона была успешно прорвана.
Указом Президиума Верховного Совета СССР от 11 апреля 1940 года за «образцовое выполнение боевых заданий командования на фронте борьбы с финской белогвардейщиной и проявленные при этом отвагу и геройство» лейтенант Степан Комлев был удостоен высокого звания Героя Советского Союза с вручением ордена Ленина и медали «Золотая Звезда» за номером 343.
После окончания войны Комлев преподавал сначала на бронетанковых курсах усовершенствования командного состава, затем в Казанском танковом училище. Участвовал в боях Великой Отечественной войны. 10 октября 1944 года Комлев погиб в бою в районе села Йокубавас Кретингского района Литовской ССР. Похоронен в 7 километрах к юго-востоку от города Кретинга.
Был также награждён орденами Отечественной войны 1-й степени и Красной Звезды.

## Память
В честь Комлева названа улица в Кретинге, установлена стела в Подлитовье.